# حسین‌آباد (شیروان)
حسین‌آباد روستایی در دهستان زوارم بخش مرکزی شهرستان شیروان استان خراسان شمالی ایران است. دهیاری این روستا بر عهده مهندس قنبر صفایی می باشد..
همچنین این روستا به داشتن گنج‌ها و دفینه‌های تاریخی و پر شماری که دارد معروف است؛ استخراج و استفاده این گنجینه‌های قدیمی و با ارزش در دوره معاصر، به وضعیت اقتصادی مردم رونق تازه ای بخشیده است.
نقش طاووس بر روی یکی از کوه‌های اطراف این روستا چشم انداز زیبایی بوجود آورده است؛ درباره طبیعی یا انسانی بودن این طرحواره شواهد و مدارکی وجود ندارد.
در بخش کشاورزی پیشرو اما متاسفانه جوانان روستا به علت بیکاری اکثرأ راه مهاجرت در پیش گرفتند . 
```
فوتسال ورزش اول این روستا بوده بطوری که این روستا را به قطب فوتسال شهرستان شیروان معروف کرده است،تیم فوتسال یالچین (که بر گرفته از نام کوه بزرگ و طاووس نشان میباشد) یکی از تیم های مطرح استان میباشد.
```

## جمعیت
بر پایه سرشماری عمومی نفوس و مسکن در سال ۱۳۹۵ جمعیت این مکان ۲٬۹۰۹ نفر (۷۸۲خانوار) بوده‌است.